# Straszewo (gmina w województwie warszawskim)
Straszewo  (od 1930 Koneck) – dawna gmina wiejska istniejąca do 1921 roku w woj. warszawskim. Siedzibą władz gminy było Straszewo.
Za Królestwa Polskiego gmina należała do powiatu radiejewskiego (od 1871 nieszawskiego) w guberni warszawskiej. 
Organizacja Gminy Straszewo nastąpiła w oparciu ukaz carski z 2 marca 1864 r. „o urządzeniu gmin wiejskich”, który regulował podstawy prawne działania ustroju gminnego. Gmina składała się z gromad, które tworzyły wsie, kolonie i osady oraz z folwark i dwór. Organem uchwalającym i kontrolującym na szczeblu gromady były zebrania gromadzkie, a na szczeblu gminy zebrania gminne.
Do zadań zebrań gminnych należało: wybór wójta, pisarza gminnego, podejmowanie uchwał we wszelkich sprawach gospodarczych i społecznych dot. gminy, zarządzanie majątkiem gminy, wyznaczanie podatków i świadczeń, sprawy opieki społecznej, utrzymanie szkół elementarnych. 
Na czele gminy stał wójt, któremu podlegali sołtysi, wybierani na zebraniach gromadzkich. Wójt był także odpowiedzialny za utrzymanie porządku i bezpieczeństwa w gminie, ponadto miał obowiązek wykonywać uchwały zebrań gminnych oraz polecenia naczelnika powiatu, władz sądowych.
W roku 1918 na podstawie dekretu z 28 listopada 1918 r. o utworzeniu rad gminnych na terenie byłego Królestwa Kongresowego w gminie Straszewo nastąpiły zmiany ustrojowe, polegające na tym, że rada gminna w poważnej części przejęła zadania zebrań gminnych. W okresie międzywojennym gmina Straszewo należała do powiatu nieszawskiego w woj. warszawskim. 20 maja 1930 roku gminę przemianowano na gmina Koneck.
20 maja 1930 roku gminę przemianowano na gmina Koneck.